# 沃夫奇涅齊 (伊萬諾-弗蘭科夫斯克州)
48°57′6″N 24°44′46″E / 48.95167°N 24.74611°E
沃夫奇涅齊（烏克蘭語：Вовчинець），是烏克蘭的村落，位於該國西部伊萬諾-弗蘭科夫斯克州，始建於1469年，面積7.89平方公里，海拔高度228米，2011年人口3,125，人口密度每平方公里13.71人。